# Kęstutis Glaveckas

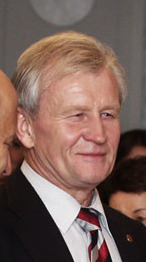
Kęstutis Glaveckas, 2009

Kęstutis Glaveckas (* 30. April 1949 in Vilnius; † 30. April 2021 in Vilnius) war ein litauischer Ökonom, Politiker und Professor.

## Leben
Nach dem Abitur 1967 an der Antanas-Vienuolis-Mittelschule Vilnius absolvierte Kęstutis Glaveckas von 1967 bis 1972 ein Diplomstudium an der Fakultät für Industriewirtschaft der Vilniaus universitetas (VU).
Von 1972 bis 2000 lehrte er an der VU und von 1973 bis 1976 war er Aspirant. 1976 promovierte Kęstutis Glaveckas und 1987 habilitierte in Tallinn, Estland.
Von 1996 bis 2021 war er Mitglied des Seimas, zuletzt im 13. Seimas.
2003 war Kęstutis Glaveckas Mitglied im Rat der Stadtgemeinde Kaunas. Er war auch Kandidat für das litauische Präsidentenamt.
Kęstutis Glaveckas war Mitglied von Lietuvos centro sąjunga.
Seine zweite Frau war Rūta Rutkelytė (* 1960), Unternehmerin und Politikerin. Die Töchter aus der ersten Ehe sind Ramunė und Živilė.